# Wąwóz Zelkowski

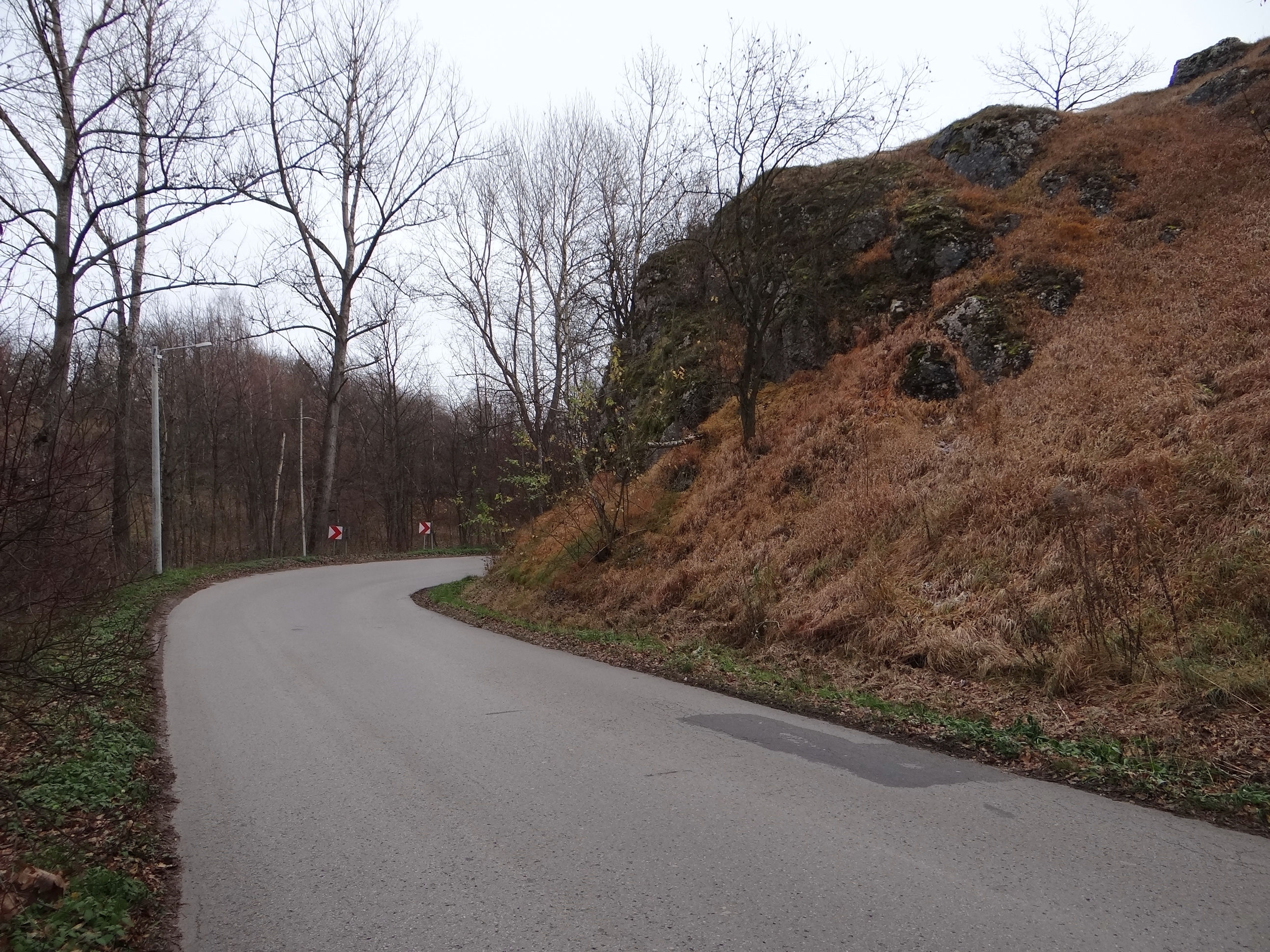

Wąwóz Zelkowski – dolinka w miejscowości Zelków w województwie małopolskim, w powiecie krakowskim, w gminie Zabierzów. Pod względem geograficznym znajduje się na Wyżynie Olkuskiej będącej częścią Wyżyny Krakowsko-Częstochowskiej.
Tylko w niektórych miejscach ma charakter wąwozu, na większej części swojej długości jest dolinką. Bardziej strome, miejscami skaliste są prawe jej zbocza. Jest prawym odgałęzieniem Doliny Kluczwody. Opada początkowo w kierunku wschodnim, potem północno-wschodnim. Do Doliny Kluczwody uchodzi pod Mącznymi Skałami. Jest to sucha dolinka, woda płynie nią tylko po większych opadach atmosferycznych. Jej dnem prowadzi droga asfaltowa.
Wąwóz Zelkowski zabudowany jest tylko w rejonie ujścia.